# Dret a existir

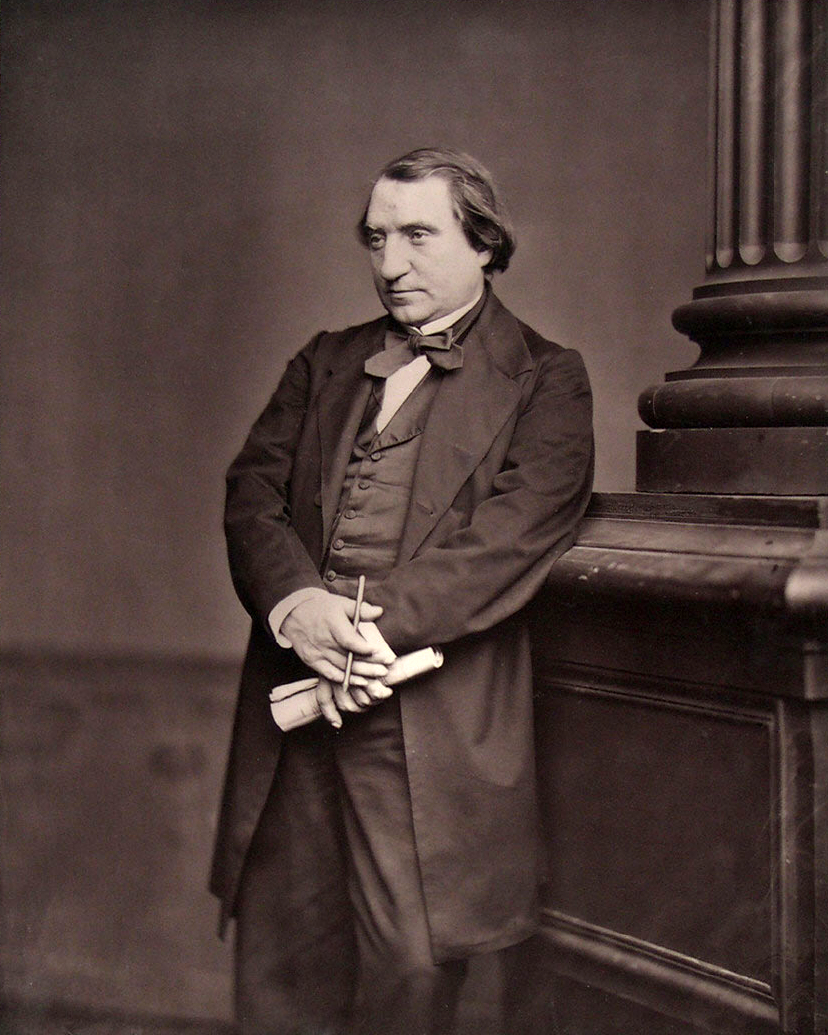
L'historiador Frances Ernest Renan va defensar el dret a
existir a "Què és una Nació?" ("Qu'est-ce qu'uneix
nation?") (1882).

És diu que el dret a existir és un atribut de les nacions. D'acord amb un assaig del filòsof francès del segle xix Ernest Renan, un Estat té dret a existir quan els seus individus estan disposats a sacrificar els seus propis interessos pels de la comunitat que representen. A diferència de l'autodeterminació, el dret a existir és un atribut dels estats i no dels pobles. No és un dret reconegut per les lleis internacionals. La frase ha ocupat un lloc destacat en el conflicte araboisraelià des de la dècada de 1950.
El dret a existir d'un Estat de facto pot estar en contraposició amb el dret d'un altre estat a la integritat territorial. Els defensors del dret a existir ho han rastrejat fins al propi "dret a l'existència", un dret fonamental dels estats, reconegut per escriptors de dret internacional durant centenars d'anys.

## Ús històric
Thomas Paine va utilitzar la frase "dret a existir" per referir-se a les formes de govern, amb l'argument que el govern representatiu té dret a existir, però que el govern hereditari no. El 1823, Sir Walter Scott es va declarar favorable al "dret a existir del poble grec", que posteriorment es van rebel·lar contra el domini turc. Segons Renan a "Què és una nació?" (1882), "Mentre aquesta consciència moral [anomenada nació] doni prova de la seva força a través del sacrifici que demana l'abdicació de l'individu en favor de l'avantatge de la comunitat, aquesta és legítima i té el dret d'existir. Si sorgeixen dubtes sobre les seves fronteres, consulti les poblacions de les àrees en disputa." L'existència no és un dret històric, sinó "un plebiscit diari, igual que l'existència d'un individu és una afirmació perpètua de la vida", va dir Renan. La frase va ser molt utilitzada en referència a la desintegració de l'Imperi Otomà el 1918. "Si Turquia té dret a existir - i les potències estan àvides d'afirmar que sí que el té - posseeix de la mateixa manera un dret a defensar-se contra tot intent que faci perillar la seva existència política ", van escriure Eliaquim i Robert Littell el 1903. En molts casos, el dret a l'existència d'una nació no es qüestiona i, per tant, no s'afirma.

### Israel i Palestina

#### Israel
El reconeixement àrab del dret d'Israel a existir formava part del pla de pau del comte Bernadotte de 1948. Els estats àrabs van establir aquest punt com la seva raó per rebutjar el pla. En les dècades de 1950 i 1960, la majoria dels líders àrabs no s'atrevien a admetre que Israel tenia dret a existir. Això va ser descrit com la qüestió central entre Israel i els àrabs.
Després de la guerra de juny de 1967, el portaveu egipci Mohammed H. el-Zayyat va declarar que el Caire acceptava el dret d'Israel a existir des de la signatura de l'armistici entre Egipte i Israel en 1949. Va afegir que això no implicava el reconeixement d'Israel. El setembre, els líders àrabs van adoptar la línia dels "tres nos" a la Resolució de Khartum: No a la pau amb Israel, no al reconeixement d'Israel, i no a les negociacions amb Israel. No obstant això, al novembre, Egipte va acceptar la Resolució 242 del Consell de Seguretat de l'ONU, que implicava l'acceptació del dret d'Israel a existir. Al mateix temps, el president Gamal Abdel Nasser va instar a Iàssir Arafat i altres líders palestins a rebutjar la resolució. El rei Hussein de Jordània també va reconèixer que Israel tenia dret a existir en aquest moment. Mentre que Síria va rebutjar la Resolució 242, dient que, "fa referència al dret d'Israel a existir i ignora el dret dels refugiats [palestins] de tornar a les seves llars."
En assumir el càrrec de primer ministre en 1977, Menachem Begin va dir el següent:
| « | El nostre dret a existir - algun cop s'ha sentit parlar de tal cosa? Podria entrar a la ment d'algun britànic o francès, belga o holandès, hongarès o búlgar, rus o americà, demanar per la seva gent el reconeixement del seu dret a existir? ..... Sr. President: des de la Knesset d'Israel, dic al món, la nostra pròpia existència per se és el nostre dret a existir! | » |

Segons el que va informar el diari Financial Times, el 1988, Iàssir Arafat va declarar que els palestins havien acceptat el dret d'Israel a existir. El 1993, va haver-hi un intercanvi oficial de cartes entre el primer ministre israelià Yitzhaq Rabbín i el President Arafat, en el qual Arafat va declarar que "l'OLP afirma que aquests articles del Pacte Palestina que neguen el dret d'Israel a existir, i les disposicions del Pacte que siguin incompatibles amb els compromisos d'aquesta carta són ara inoperants i ja no tenen validesa." Tanmateix, la redacció de la revisió només indicava que la disposició seria eliminada en una data futura; la no-reconeixença d'Israel continua figurant a la carta.
El 2009 el primer ministre, Ehud Olmert, va exigir l'acceptació de l'Autoritat Palestina del dret d'Israel a existir com a Estat jueu, cosa que l'Autoritat Palestina va rebutjar. El ple de la Knesset va donar aprovació inicial, el maig de 2009, per a un projecte de llei que penalitza la negació pública del dret d'Israel a existir com un Estat jueu, amb una pena de fins a un any de presó.
El 2011, l'ambaixador de l'AP a Índia, Adli Sadeq, va escriure en el diari oficial de l'AP: "Ells [els israelians] tenen una equivocació o error comú amb el qual s'enganyen a si mateixos, assumir que Fatah els accepta i reconeix el dret del seu estat d'existir, i que és Hamas l'únic que els detesta i no reconeixen el dret d'aquest estat d'existir. Ignoren el fet que aquest estat, basat en una empresa fabricada [sionista], mai va tenir ni un polsim de dret a existir". En una altra part de l'article, l'ambaixador PA va explicar explícitament: "No hi ha dos palestins que estan en desacord sobre el fet que Israel existeix, i reconèixer això és reiterar l'obvi, però el reconeixement del seu dret a existir és una altra cosa, diferent del reconeixement de la seva existència [física]."
El 2013 el primer ministre de Hamas, Ismail Haniyeh, va reiterar que els àrabs palestins en el seu conjunt mai reconeixeran el dret d'Israel a existir, i certament no a existir com a estat jueu, dient: "Hem tingut dues guerres ... però els palestins no van reconèixer ni reconeixeran a Israel ".

#### Palestina
El 1947, una resolució de l'Assemblea General de les Nacions Unides va resoldre la creació d'un "Estat àrab" i un "Estat jueu" que existiria dins de Palestina en el Pla de Partició de les Nacions Unides per a Palestina. Això ha estat descrit pel professor Joseph Massad com "una proposta no vinculant que mai va ser ratificada o aprovada pel Consell de Seguretat i, per tant, mai va adquirir personalitat jurídica, com les regulacions de l'ONU requereixen." L'Agència Jueva, precursora del govern israelià, va estar d'acord amb el pla, però els palestins el van rebutjar i van atacar Israel després que el 14 de maig 1948 es proclamés la declaració unilateral d'independència; el suport dels estats veïns va convertir la guerra civil del mandat palestí 1947-1948 en la guerra araboisraeliana de 1948. La situació jurídica i territorial d'Israel i Palestina segueix sent molt disputada a la regió i en la comunitat internacional.
El juny de 2009, Barack Obama, va dir "els israelians han de reconèixer que, així com el dret d'Israel a existir no es pot negar, tampoc no es pot el de Palestina."
Segons va informar el New York Times, el 1988, Iàssir Arafat va declarar que els palestins van acceptar les Resolucions del Consell de Seguretat de les Nacions Unides 242 i 338 que garantirien "el dret a existir en pau i seguretat per a tots". El 1993, es va produir un intercanvi oficial de cartes entre el primer ministre israelià Yitzhak Rabin i el President Arafat, en el qual Arafat va declarar que "l'OLP afirma que aquests articles del Pacte palestina que neguen el dret d'Israel a existir, i les disposicions del Pacte que siguin incompatibles amb els compromisos d'aquesta carta ara són inoperants i ja no tenen validesa."
En el 2011, el president de l'Autoritat Palestina, Mahmoud Abbas, va dir en un discurs davant el Parlament holandès a la Haia que el poble palestí reconeixen el dret d'Israel a existir i que esperava que el govern d'Israel respongués "reconeixent a l'Estat palestí a les fronteres de la terra ocupada el 1967." Els ministres del govern israelià Naftali Bennett i Danny Danon han rebutjat reiteradament el dret de Palestina a existir, i Bennett va dir "Vaig a fer tot el possible per assegurar-me que mai aconsegueixin un estat." En una entrevista a l'agost de 2011 amb Teymoor Nabili a Al Jazeera English, Danny Danon va dir "Hi ha lloc només per a un estat a la terra d'Israel ... Jo no crec en una solució de dos estats" reafirmant la seva postura al juny de 2013: "Oy vey! És un delicte penal oposar-se a la solució de dos estats? "
Abbas va defensar la decisió de buscar el reconeixement unilateral d'un Estat palestí en l'ONU dient que la decisió de fer-ho es va prendre només després que el govern israelià va negar "els termes de referència del procés de pau i el cessament de la construcció d'assentaments" al territoris ocupats.

### Armènia
El dret a l'existència d'Armènia es va conèixer com la Qüestió Armènia durant el Congrés de Berlín el 1878, i va ser qüestionat novament durant el genocidi armeni a la Primera Guerra Mundial.

### País Basc
Segons els nacionalistes bascos, "Euzkadi (el nom del nostre país en el nostre propi idioma) és el país dels bascs amb tant dret a existir de manera independent com a nació com Polònia o Irlanda. Els bascos són un poble molt antic ..."

### Txetxènia
El terme "dret a existir" també s'ha utilitzat en referència al dret dels txetxens (als ulls dels seus partidaris) d'establir un estat independent de Rússia.

### Kurdistan
Representants del poble kurd afirmen regularment el seu dret a existir com a nació.

### Irlanda del Nord
La constitució de l'estat lliure irlandès reclama que el territori nacional consisteixi en el total de l'illa, negant el dret d'Irlanda del Nord d'existir.

## Crítiques del concepte
Segons el lingüista Noam Chomsky, el terme "dret a existir" és únic per a conflicte palestinoisraelià: "Cap Estat té dret a existir, i ningú reclama aquest dret .... En un esforç per evitar les negociacions i un acord diplomàtic, els EUA i Israel van insistir en l'aixecament d'una barrera a alguna cosa que ningú acceptarà .... [els palestins] no acceptaran […] la legitimitat de la seva despulla." John V. Whitbeck va argumentar que la insistència d'Israel al dret a existir força eals palestins a proporcionar una justificació moral al seu propi sofriment. El periodista i escriptor Alan Hart ha argumentat que no hi ha legitimitat en l'afirmació d'Israel d'un "dret a existir" en el dret internacional. El seu raonament és que Israel, per tant, insisteix que els palestins han de reconèixer primer el seu 'dret a existir' en territori palestí, perquè d'acord amb la llei internacional, ni la declaració britànica Balfour, ni la resolució de l'ONU de 1947 garanteixen aquesta legitimitat que només els palestins desposseïts poden conferir-li a Israel: "Israel no té dret a existir tret que sigui reconegut i legitimat pels quals van ser desposseïts de les seves terres i els seus drets durant la creació de l'Estat sionista."